# Abacetus antiquus
Abacetus antiquus là một loài bọ chân chạy thuộc phân họ Pterostichinae. Loài này được Pierre François Marie Auguste Dejean mô tả lần đầu năm 1828 và được tìm thấy ở Ấn Độ, Myanmar và Sri Lanka.